# Draft NBA 2025
Il draft NBA 2025, la 79ª edizione del draft annuale della NBA, si è tenuto in due serate come già accaduto nel 2024. Il primo giro si è tenuto il 25 giugno 2025 al Barclays Center di Brooklyn, New York, mentre il secondo giro si è tenuto il 26 giugno, sempre nella stessa sede.
Anche in questa edizione, il numero totale delle scelte è inferiore rispetto alle tradizionali 60. Erano infatti previste solo 59 chiamate, a causa della perdita di una scelta del secondo round da parte dei New York Knicks, sanzionati per violazioni delle regole NBA sul tampering durante la free agency del 2022.
La prima scelta assoluta è stata effettuata dai Dallas Mavericks, che hanno selezionato Cooper Flagg, ala grande proveniente dalla Duke University. I Mavericks hanno ottenuto la prima chiamata vincendo la draft lottery, pur partendo con solo l’1,8% di probabilità, e precedendo i Chicago Bulls grazie a un sorteggio, dopo che le due squadre avevano concluso la stagione regolare con lo stesso record.

## Scelte
| * | Indica il giocatore che ha vinto il titolo di Rookie of the Year |
|   | Indica un giocatore che non ha mai giocato una partita in NBA    |

| P | Playmaker | G | Guardia | AP | Ala piccola | AG | Ala grande | C | Centro |

### Giocatori scelti al primo giro

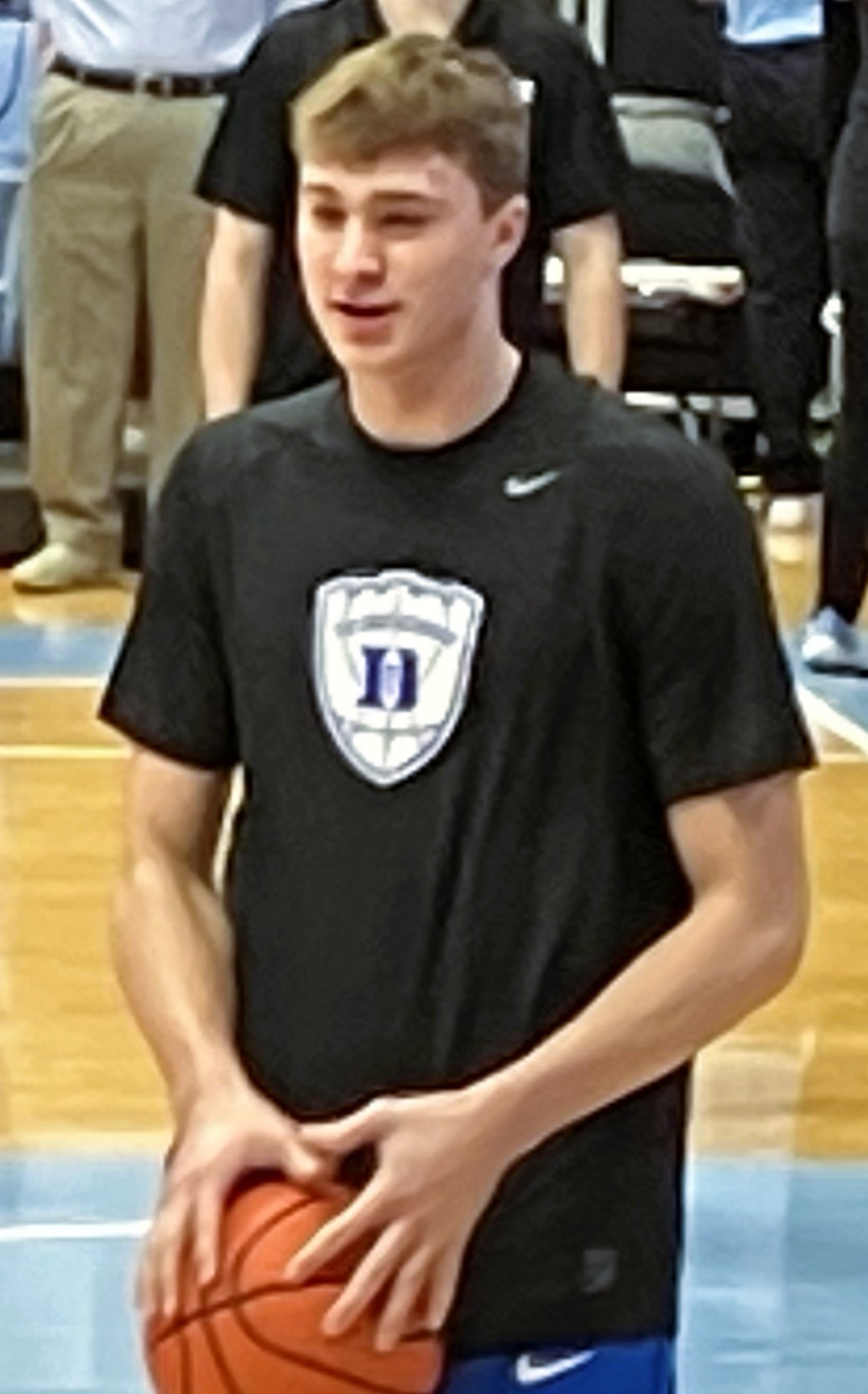
Cooper Flagg è stato selezionato come primo assoluto dai Dallas Mavericks

| Scelta | Giocatore                | Ruolo | Nazionalità   | Squadra NBA                                          | Provenienza                  |
| ------ | ------------------------ | ----- | ------------- | ---------------------------------------------------- | ---------------------------- |
| 1      | Cooper Flagg             | AG    | Stati Uniti   | Dallas Mavericks                                     | Duke (Fr.)                   |
| 2      | Dylan Harper             | G/P   | Stati Uniti   | San Antonio Spurs                                    | Rutgers (Fr.)                |
| 3      | V.J. Edgecombe           | G     | Bahamas       | Philadelphia 76ers                                   | Baylor (Fr.)                 |
| 4      | Kon Knueppel             | AP    | Stati Uniti   | Charlotte Hornets                                    | Duke (Fr.)                   |
| 5      | Ace Bailey               | AP    | Stati Uniti   | Utah Jazz                                            | Rutgers (Fr.)                |
| 6      | Tre Johnson              | G     | Stati Uniti   | Washington Wizards                                   | Texas (Fr.)                  |
| 7      | Jeremiah Fears           | P     | Stati Uniti   | New Orleans Pelicans                                 | Oklahoma (Fr.)               |
| 8      | Egor Demin               | P     | Russia        | Brooklyn Nets                                        | BYU (Fr.)                    |
| 9      | Collin Murray-Boyles     | AG    | Stati Uniti   | Toronto Raptors                                      | South Carolina (So.)         |
| 10     | Khaman Maluach           | C     | Sudan del Sud | Houston Rockets (ceduto ai Phoenix Suns)             | Duke (Fr.)                   |
| 11     | Cedric Coward            | AP    | Stati Uniti   | Portland Trail Blazers (ceduto ai Memphis Grizzlies) | Washington State (Sr.)       |
| 12     | Noa Essengue             | AG    | Francia       | Chicago Bulls                                        | Ratiopharm Ulm (Germania)    |
| 13     | Derik Queen              | C     | Stati Uniti   | Atlanta Hawks (ceduto ai New Orleans Pelicans)       | Maryland (Fr.)               |
| 14     | Carter Bryant            | AP    | Stati Uniti   | San Antonio Spurs                                    | Arizona (Fr.)                |
| 15     | Thomas Sorber            | C     | Stati Uniti   | Oklahoma City Thunder                                | Georgetown (Fr.)             |
| 16     | Yang Hansen              | C     | Cina          | Memphis Grizzlies (ceduto ai Portland Trail Blazers) | Qindao Eagles (Cina)         |
| 17     | Joan Beringer            | C     | Francia       | Minnesota Timberwolves                               | Cedevita Olimpija (Slovenia) |
| 18     | Walter Clayton Jr.       | P     | Stati Uniti   | Washington Wizards                                   | Florida (Sr.)                |
| 19     | Nolan Traoré             | P     | Francia       | Brooklyn Nets                                        | Saint-Quentin (Francia)      |
| 20     | Kasparas Jakučionis      | P     | Lituania      | Miami Heat                                           | Illinois (Fr.)               |
| 21     | Will Riley               | AP    | Canada        | Utah Jazz                                            | Illinois (Fr.)               |
| 22     | Drake Powell             | G     | Stati Uniti   | Atlanta Hawks (ceduto ai Brooklyn Nets)              | North Carolina (Fr.)         |
| 23     | Asa Newell               | AG    | Stati Uniti   | New Orleans Pelicans (ceduto agli Atlanta Hawks)     | Georgia (Fr.)                |
| 24     | Nique Clifford           | G     | Stati Uniti   | Oklahoma City Thunder (ceduto ai Sacramento Kings)   | Colorado State (Sr.)         |
| 25     | Jase Richardson          | G     | Stati Uniti   | Orlando Magic                                        | Michigan State (Fr.)         |
| 26     | Ben Saraf                | G     | Israele       | Brooklyn Nets                                        | Ratiopharm Ulm (Germania)    |
| 27     | Danny Wolf               | AG    | Stati Uniti   | Brooklyn Nets                                        | Michigan (Jr.)               |
| 28     | Hugo González            | AP    | Spagna        | Boston Celtics                                       | Real Madrid (Spagna)         |
| 29     | Liam McNeeley            | AP    | Stati Uniti   | Phoenix Suns                                         | UConn (Fr.)                  |
| 30     | Yanic Konan Niederhauser | C     | Svizzera      | Los Angeles Clippers                                 | Penn State (Jr.)             |

### Giocatori scelti al secondo giro
| Scelta | Giocatore         | Ruolo | Nazionalità | Squadra NBA                                      | Provenienza                  |
| ------ | ----------------- | ----- | ----------- | ------------------------------------------------ | ---------------------------- |
| 31     | Rasheer Fleming   | AG    | Stati Uniti | Minnesota Timberwolves                           | Saint Joseph's (Jr.)         |
| 32     | Noah Penda        | AP    | Francia     | Boston Celtics (ceduto agli Orlando Magic)       | Le Mans Sarthe (Francia)     |
| 33     | Sion James        | G     | Stati Uniti | Charlotte Hornets                                | Duke (Sr.)                   |
| 34     | Ryan Kalkbrenner  | C     | Stati Uniti | Charlotte Hornets                                | Creighton (Sr.)              |
| 35     | Johni Broome      | AG/C  | Stati Uniti | Philadelphia 76ers                               | Auburn (Sr.)                 |
| 36     | Adou Thiero       | AP    | Stati Uniti | Phoenix Suns                                     | Arkansas (Jr.)               |
| 37     | Chaz Lanier       | G     | Stati Uniti | Detroit Pistons                                  | Tennessee (Sr.)              |
| 38     | Kam Jones         | G     | Stati Uniti | San Antonio Spurs                                | Marquette (Sr.)              |
| 39     | Alijah Martin     | G     | Stati Uniti | Toronto Raptors                                  | Florida (Sr.)                |
| 40     | Micah Peavy       | AP    | Stati Uniti | Washington Wizards                               | Georgetown (Sr.)             |
| 41     | Koby Brea         | G     | Stati Uniti | Golden State Warriors                            | Kentucky (Sr.)               |
| 42     | Maxime Raynaud    | C     | Francia     | Sacramento Kings                                 | Stanford (Sr.)               |
| 43     | Jamir Watkins     | G     | Stati Uniti | Utah Jazz                                        | Florida St. (Sr.)            |
| 44     | Brooks Barnhizer  | AP    | Stati Uniti | Oklahoma City Thunder                            | Northwestern (Sr.)           |
| 45     | Rocco Zikarsky    | C     | Australia   | Chicago Bulls                                    | Brisbane Bullets (Australia) |
| 46     | Amari Williams    | C     | Regno Unito | Orlando Magic (ceduto ai Boston Celtics)         | Kentucky (Sr.)               |
| 47     | Bogoljub Marković | AG    | Serbia      | Milwaukee Bucks                                  | K.K. Mega (Serbia)           |
| 48     | Javon Small       | P     | Stati Uniti | Memphis Grizzlies                                | West Virginia (Sr.)          |
| 49     | Tyrese Proctor    | P     | Australia   | Cleveland Cavaliers                              | Duke (Jr.)                   |
| 50     | Kobe Sanders      | G/AP  | Stati Uniti | New York Knicks (ceduto ai Los Angeles Clippers) | Nevada (Sr.)                 |
| 51     | Mohamed Diawara   | AG    | Francia     | Los Angeles Clippers (ceduto ai New York Knicks) | Cholet (Francia)             |
| 52     | Alex Toohey       | AP    | Australia   | Phoenix Suns                                     | Sydney Kings (Australia)     |
| 53     | John Tonje        | G     | Stati Uniti | Utah Jazz                                        | Wisconsin (Sr.)              |
| 54     | Taelon Peter      | P     | Stati Uniti | Indiana Pacers                                   | Liberty (Sr.)                |
| 55     | Lachlan Olbrich   | AG    | Australia   | Los Angeles Lakers                               | Illawarra Hawks (Australia)  |
| 56     | Will Richard      | P     | Stati Uniti | Memphis Grizzlies                                | Florida (Sr.)                |
| 57     | Max Shulga        | G     | Ucraina     | Orlando Magic (ceduto ai Boston Celtics)         | VCU (Sr.)                    |
| 58     | Saliou Niang      | G/AP  | Italia      | Cleveland Cavaliers                              | Aquila Trento (Italia)       |
| 59     | Jahmai Mashack    | G     | Stati Uniti | Houston Rockets                                  | Tennessee (Sr.)              |